# Уколка
Уколка — река на полуострове Камчатка в России. Длина реки — 96 км. Площадь водосборного бассейна — 585 км².
Протекает по территории Усть-Камчатского района Камчатского края. Впадает в Берингово море.

## Притоки
Объекты перечислены по порядку от устья к истоку.
- 20 км: ручей Берёзовый
- 21 км: Шикша
- 27 км: река без названия
- 30 км: река без названия
- 54 км: река без названия
- 63 км: Уколка Левая
- 65 км: Уколка Средняя

## Данные водного реестра
По данным государственного водного реестра России относится к Анадыро-Колымскому бассейновому округу.
Код водного объекта в государственном водном реестре — 19060000312120000011960.